# برزول
برزول (بالفارسية: برزول) هي مدينة تقع في محافظة همدان، إيران تقع هذه المدينة في منطقة زرندشت التابعة لمدينة نهاوند. يقدر عدد سكانها بـ 2,729 نسمة .